# 我綿一家人
《我綿一家人》，是一部描寫慈濟基金會志工鄭阿綿師姊的真實人生電視劇，由嚴藝文、楊小黎、施名帥、許亞琦、德馨、汪建民、范瑞君主演。11月9日起於大愛電視20:00首播，中天娛樂台則於當天21:00播出。

## 播出時間
以下時間以當地時間（台灣時間）為準

### 首播
| 頻道                            | 所在地 | 播映日期                     | 播出時間                   |
| ------------------------------- | ------ | ---------------------------- | -------------------------- |
| 大愛電視台 （數位頻道同步播出） | 台灣   | 2017年11月9日－2017年12月8日 | 20:00-20:45播出（無廣告）  |
| 大愛海外台 （數位頻道同步播出） | 台灣   | 2017年11月9日－2017年12月8日 | 20:00-20:45播出（無廣告）  |
| 中天娛樂台                      | 台灣   | 2017年11月9日－2017年12月8日 | 21:00－22:00播出（含廣告） |

### 重播
| 頻道                            | 所在地 | 播映日期                      | 播出時間                                |
| ------------------------------- | ------ | ----------------------------- | --------------------------------------- |
| 大愛電視台 （數位頻道同步播出） | 台灣   | 2017年11月10日－2017年12月9日 | 23:30-00:19播出                         |
| 大愛電視台 （數位頻道同步播出） | 台灣   | 2017年11月10日－2017年12月9日 | 3:00-3:49播出 16:00-16:49播出（無廣告） |
| 大愛海外台 （數位頻道同步播出） | 台灣   | 2017年11月10日－2017年12月9日 | 2:00-3:00播出                           |
| 大愛海外台 （數位頻道同步播出） | 台灣   | 2017年11月10日－2017年12月9日 | 9:00-9:49播出 11:00-12:00播出（含廣告） |

### 大愛會客室

#### 首播
| 片名       | 頻道       | 播放日期                     | 播放時間        |
| ---------- | ---------- | ---------------------------- | --------------- |
| 大愛會客室 | 大愛海外台 | 2017年11月9日－2017年12月8日 | 21:00-21:11播出 |
| 大愛會客室 | 大愛電視台 | 2017年11月9日－2017年12月8日 | 00:19-00:30播出 |
| 大愛會客室 | 大愛海外台 | 2017年11月9日－2017年12月8日 | 9:49-10:00播出  |

## 演員角色列表

### 主要角色
| 演員                                         | 角色         | 介紹 |
| 德馨                                         | 洪丹         | 阿綿的媽媽，鄭東河的大老婆。 婚前是個千金小姐，婚後面對老公的不忠，一開始很生氣，但也無可奈何，後來只好隨他去。 為了養活六個小孩，早期在市場擺攤做生意。 東河過世後，洪丹大受打擊，被醫生診斷得了失智症。                                |
| 汪建民                                       | 鄭東河       | 阿綿的爸爸，風流成性但樂於助人。 在外面偷吃，被抓到，還在外面偷吃。 不顧家，老是搬去外面跟小三、小四同居，很少拿錢回來。 在文煉過世後，出錢出力幫助阿綿度過難關。 晚年中風，又被檢查出肝癌末期，但他始終樂觀開朗面對，最後不敵病魔走了。 |
| 嚴藝文 楊小黎（青年） 許亞琦（童年）         | 鄭阿綿       | 本劇的女主角，很擔心媽媽受委屈。 早年與媽媽在市場擺攤做生意，後來學做美髮賺錢養家。 婚後與老公生了四個女兒，在３０歲那年喪夫，獨力扶養四個女兒長大。                                                                                     |
| 范瑞君                                       | 邱美櫻       | 鄭東河的小老婆。故意纏東河。 早年開設「夢中夢」大酒家，後來促使東河在市場賣衣服。 最後因為她發現東河與秀菊的感情如昔，灰心之下搬離鄭家，不再管鄭家的事。 已故，睡夢中安詳辭世。                                                          |
| 施名帥                                       | 楊文煉       | 本劇的男主角，阿綿的老公，頗有繪畫的天份，被損友欺騙而積欠大筆債務，借酒澆愁。 因為肚子痛到診所看醫生，醫生告訴文煉情形嚴重，最好轉往大醫院檢查。 為了不拖累家裡，文煉選擇隱瞞病情，也沒去大醫院檢查，於民國 75 年因肝病吐血英年早逝。   |
| 吳沛寧                                       | 楊麗如       | 阿綿的三女兒，已和阿修結婚。 |
| 鄭伃庭                                       | 楊麗雯       | 阿綿的小女兒。 民國 90 年 4 月 1 日愚人節當天發生車禍，到院前死亡。 |
| 游蕎軒 鍾承希（幼年） 吳以涵（童年）         | 楊麗蘭       | 阿綿的二女兒。 先前和阿光結婚，與阿光做直銷，後來因為阿光外遇而離婚。 離婚後改做保險，並與唐峰正再婚。 |
| 廖君茲 吳采庭（幼年）                        | 楊麗芬       | 阿綿的大女兒。 大學聯考意外落榜，獨自搬到外面自己打工賺重考補習費。隔年如願以償考上大學。 大學畢業後從事保險業。 一開始在慈濟做常住志工，後來改做清修士。                                                                                |
| 王一秀（中年） 王詩涵（童年） 林心羽（童年） | 阿梅         | 阿綿的小學同學。 |
| 林健寰 陳聖昌（童年） 薛宇廷（青年）         | 高明輝       | 鄭阿綿的小學同學，喜歡鄭阿綿，出國留學後在美國結婚。 後來因為家道中落而跟老婆離婚，回臺灣跟著阿綿學開店，要在臺灣重新開始。 |
| 劉珈瑄（童年） 梁舒涵（青年） 陳薏（中年）   | 束緣         | 阿綿的大妹，在阿綿的店裡賣愛玉。 |
| 李彥                                         | 鄭穎彥       | 阿綿的大弟。 |
| 王宥謙                                       | 鄭穎彥       | 鄭穎彥(幼年) |
| 黎沛婕（青年） 周孝虹（中年）                | 季子         | 阿綿的二妹，在阿綿的店裡賣便當。 |
|                                              | 貴華         | 阿綿的小妹。 |
|                                              | 穎昭         | 阿綿的小弟。 |
| 鄒守宏                                       | 楊文燦       | 油漆行的老闆，楊文煉的二哥。 |
| 馬國畢                                       | 蕭仔         | 整天在市場裡遊盪，覬覦阿綿的美色，意圖對她不軌，所幸並未得逞。 |
| 楊閔                                         | 吳彩雲       | 美髮院的老闆娘，楊文煉的二嫂。 |
| 吳佩凌                                       | 金花         | 阿綿的同事，喜歡楊文煉。 |
| 魏文良                                       | 楊父         | 阿綿的公公，楊文煉的爸爸。 |
| 赫容                                         | 楊母         | 阿綿的婆婆，楊文煉的媽媽。 |
| 張世賢                                       | 阿發         | 楊文煉的前同事，表面上跟楊文煉合資蓋房子，其實是個大騙子。 |
| 劉濟民                                       | 坤財         | 楊文煉的合作夥伴，其實是個大騙子。 |
| 余政鴻                                       | 工頭陳仔     | 楊文煉工地的工頭，讓文煉在他的工地裡做事，文煉在工地裡昏倒，還好心送他回家。 |
| 劉香君                                       | 林太太       | 阿綿的鄰居，跟老公長年吃素，促成阿綿擺素食攤。 |
| 陳伶宣                                       | 阿成嫂       | 阿綿的鄰居。 |
| 李竹琴                                       | 李太太       | |
| 張倩                                         | 汪黃綉蘭師姊 | |
| 名玥                                         | 廖杏珍師姊   | |
| 洪喻蕎                                       | 秀菊         | 鄭東河的情婦，無父無母無依無靠。 東河看她可憐，索性跟她在一起給她依靠，後來還讓她在阿綿的店裡工作。 |
| 楊凱琪                                       | 曹師姊       | |

### 特別客串
| 演員   | 角色     | 介紹 |
| 林嘉俐 | 四川婦人 | 四川大地震的受災戶，全家人都在地震中往生，只剩她一個人倖存，並協助慈濟師姐賑災。EP28                           |
| 陳竹昇 | 唐峰正   | 麗蘭的現任老公，阿綿的二女婿，是個身障人士。                                                                   |
| 岳庭   | 阿娟姨   | 洪丹的閨密好友，是鄭家的貴人。                                                                                 |
| 宋宜芳 | 里長姆   | 幫助洪丹一家人。                                                                                               |
| 伊正   | 阿斌     | 鄭東河的堂弟。                                                                                                 |
| 吳瑋晟 | 黑狗     | 鄭東河的朋友。                                                                                                 |
| 楊東益 | 大箍成仔 | 鄭東河的朋友。                                                                                                 |
| 玓靜   | 露露     | 在邱美櫻開的酒店上班。                                                                                         |
| 官家宇 | 莊先生   | 阿綿的老主顧，佩服阿綿勤奮又堅忍，鼓起勇氣追求她，找來阿娟姨當說客，阿綿卻不太願意，她無法接受孩子叫別人爸爸。 |
| 尤鳳揚 | 金枝     | 阿綿的鄰居 |

### 製作團隊
- 監製：王端正、葉樹姍、藏蕙年
- 總策劃：關兆宏
- 製作人：黃克義、吳怡然
- 編審：王進達
- 導演：黃克義
- 顧問：鄭阿綿
- 編劇：黃金鶯、院子編劇群
- 製作公司：院子有限公司

## 歌曲
| 曲別   | 歌名       | 演唱者 | 作詞   | 作曲   | 編曲   | 製作人 |
| 主題曲 | 等待       | 梁一貞 | 吳嘉祥 | 吳嘉祥 | 吳嘉祥 | 吳嘉祥 |
| 片尾曲 | 上好的安排 | 楊小黎 | 荒山亮 | 翁偉瀚 | 荒山亮 | 荒山亮 |

## 大愛會客室名單
| 集數   | 日期           | 來賓                   |
| 第1集  | 2017年11月10日 | 沒有來賓（幕後花絮）   |
| 第2集  | 2017年11月13日 | 鄭阿綿、德馨           |
| 第3集  | 2017年11月14日 | 鄭阿綿、德馨           |
| 第4集  | 2017年11月15日 | 鄭阿綿、楊小黎         |
| 第5集  | 2017年11月16日 | 德馨、楊小黎           |
| 第6集  | 2017年11月17日 | 沒有來賓（幕後花絮）   |
| 第7集  | 2017年11月20日 | 德馨、吳怡然           |
| 第8集  | 2017年11月21日 | 鄭阿綿、施名帥         |
| 第9集  | 2017年11月22日 | 楊小黎、施名帥         |
| 第10集 | 2017年11月23日 | 鄭阿綿、楊小黎、吳怡然 |
| 第11集 | 2017年11月24日 | 沒有來賓（幕後花絮）   |
| 第12集 | 2017年11月27日 | 鄭阿綿                 |
| 第13集 | 2017年11月28日 | 鄭阿綿、楊小黎         |
| 第14集 | 2017年11月29日 | 楊小黎、嚴藝文         |
| 第15集 | 2017年11月30日 | 鄭阿綿、嚴藝文         |
| 第16集 | 2017年12月1日  | 沒有來賓（幕後花絮）   |
| 第17集 | 2017年12月4日  | 鄭阿綿                 |
| 第18集 | 2017年12月5日  | 鄭阿綿                 |
| 第19集 | 2017年12月6日  | 鄭阿綿、楊麗如、嚴藝文 |
| 第20集 | 2017年12月7日  | 鄭阿綿                 |
| 第21集 | 2017年12月8日  | 沒有來賓（幕後花絮）   |

## 獲獎與入圍

### 第53屆電視金鐘獎
| 年份   | 獲提名 | 獎項             | 結果 |
| ------ | ------ | ---------------- | ---- |
| 2018年 | 嚴藝文 | 戲劇節目女主角獎 | 提名 |

## 外部連結
- 我綿一家人的Facebook專頁
- 大愛劇場的Facebook專頁

| 臺灣 大愛電視 每週一至週日 20:00 - 20:49    | 臺灣 大愛電視 每週一至週日 20:00 - 20:49                                         | 臺灣 大愛電視 每週一至週日 20:00 - 20:49 |
| ------------------------------------------- | -------------------------------------------------------------------------------- | ---------------------------------------- |
|                                             | 我綿一家人 （2017年11月9日－2017年12月8日）                                      |                                          |
| 若是來恆春 （2017年9月15日－2017年11月8日） | 望月 （2017年12月9日－2017年12月10日） 竹南往事 （2017年12月11日－2018年1月9日） |                                          |

| 臺灣 中天娛樂台 每週一至週日 21:00 - 22:00  | 臺灣 中天娛樂台 每週一至週日 21:00 - 22:00                                       | 臺灣 中天娛樂台 每週一至週日 21:00 - 22:00 |
| ------------------------------------------- | -------------------------------------------------------------------------------- | ------------------------------------------ |
|                                             | 我綿一家人 （2017年11月9日－2017年12月8日）                                      |                                            |
| 若是來恆春 （2017年9月15日－2017年11月8日） | 望月 （2017年12月9日－2017年12月10日） 竹南往事 （2017年12月11日－2018年1月9日） |                                            |